# Карл XIV Йохан (Швеция)
Карл XIV Йохан, съгласно норвежката номерация Карл III, с рождено име Жан-Батист Бернадот, е крал на Швеция и Норвегия от 1818 до смъртта си през 1844.

## Произход и ранни години
Роден е на 26 януари 1763 година в По, Франция, като Жан-Батист Бернадот, към което той самият по-късно прибавил и името Жул в знак на почит към Френската империя на Наполеон I. Той е петото дете в семейството на прокурора Жан Анри Бернадот и Жана дьо Сен-Жан. Баща му бил предначертал професионален път като юрист, но младият Жан-Батист намирал правото за скучно и предпочел да направи военна кариера.

## Военна и политическа кариера във Франция
След смъртта на баща си 17-годишният Жан-Батист постъпва в армията. Френската революция го заварва сержант, той бързо се отличава в битките и е произведен в лейтенант през 1791 г., а през 1794 г. е вече генерал на дивизия. Среща Наполеон Бонапарт в армията през 1797 г, и макар отначало отношенията им да са добри, по-късно се влошават поради неразбирателство и съперничество.
През 1798 г. Жан-Батист е назначен за френски посланик във Виена и там се среща с Бетховен. При завръщането си в Париж през август 1798 г. той се жени за Дезире Клари, бивша годеница на Наполеон и по-малка сестра на Жули Клари, която пък става съпруга на Жозеф Бонапарт. Така Бернадот става част от близкия кръг на Наполеон.
На следващата година става военен министър, през 1804 г. е назначен за губернатор на Хановерското курфюрство. С обявяването на Първата френска империя Бернадот става един от 18 маршали на Франция.

## Крал на Швеция
През 1810 г., профренски настроената шведска партия му предлага да се кандидатира за принц наследник на Швеция, надявайки се с негова помощ и с подкрепата на Бонапарт Швеция да си върне Финландия, която Русия е анексирала през 1809 г. Жан-Батист Бернадот се съгласява и за всеобща изненада на 21 август 1810 е одобрен и заминава за Швеция, след като получава разрешение от Наполеон (който разчита по този начин да си осигури надежден съюзник в Северна Европа). На 5 ноември 1810 г. Бернадот е осиновен от крал Карл XIII и приема името Карл Йохан. Въпреки че оттогава той ефективно участва в управлението на Швеция, той става официално крал чак през 1818 г. след смъртта на Карл XIII.
Обстоятелствата изискват той да се откаже от Финландия, за да запази мира с Русия, но се надява със съгласието на Бонапарт да си върне Норвегия, която през последните три века е под господството на Дания. След като Наполеон отказва, Бернадот прекратява отношенията с него и се сближава тайно с руския цар Александър I.
През 1813 Бернадот участва в коалицията срещу Франция и, заплашвайки Дания, успява чрез договора от Киел (14 януари 1814) да я принуди да му отстъпи Норвегия. Всичко това се случва докато все още официално крал на Швеция е Карл XIII, заради чиято сенилност обаче политиката и дипломацията са в ръцете на Бернадот.
След като през 1818 г. Бернадот е коронован за крал на Швеция и Норвегия, той развива успешно икономиката, земеделието, търговията и промишлеността на държавата.

### Смърт
Умира на 8 март 1844 година в Стокхолм на 81-годишна възраст.

## Семейство
През 1798 г. Жан-Батист Жул Бернадот се жени за Дезире Клари, на следващата година тя му ражда син Оскар I, бъдещият крал на Швеция и Норвегия.